# ایوان موزژوخین
ایوان موزژوخین (روسی: Иван Ильич Мозжухин؛ IPA: [ɪˈvan ɪˈlʲjitɕ mɐˈʑ:ʉxʲɪn]; ۲۶ سپتامبر ۱۸۸۹ – ۱۸ ژانویهٔ ۱۹۳۹) هنرپیشه اهل امپراتوری روسیه بود.
از فیلم‌هایی که وی در آن نقش داشته‌است می‌توان به باباسرگئی، شیر مغولستان، و ملاقات با سنت نیکلاس اشاره کرد.